# エルンスト・フェルディナント・ツー・ヴィンディシュ＝グレーツ

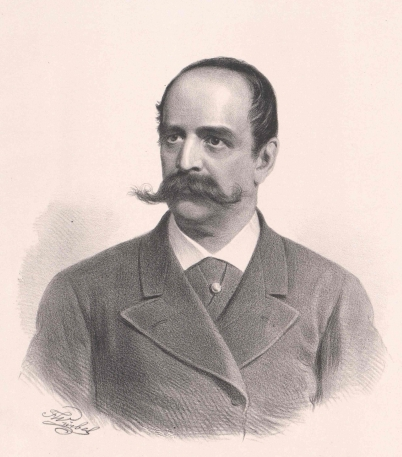
ヴィンディシュ＝グレーツ侯子エルンスト

エルンスト・フェルディナント・ヴェーリアント・ツー・ヴィンディシュ＝グレーツ（Ernst Ferdinand Weriand Prinz zu Windisch-Graetz, 1827年9月27日 ラドニツェ近郊ヴィンテリッツ - 1918年11月22日 ウィーン）は、オーストリア＝ハンガリー（二重帝国）領ボヘミアの貴族、軍人、政治家、考古学者。

## 生涯
アルフレート・ツー・ヴィンディシュ＝グレーツ陸軍元帥の弟の弟系ヴィンディシュ＝グレーツ侯ヴェーリアント（1790年 - 1867年）と、ロプコヴィッツ侯フランツ・ヨーゼフ・マクシミリアンの次女エレオノーレ（1795年 - 1876年）の間の第5子・四男。
1845年少尉に任官、1847年中尉となり、1848年の第一次イタリア独立戦争を戦う。1851年大尉、1859年少佐、1862年中佐となり、1865年（名誉的な）陸軍大佐の階級に進んで軍歴を終えた。翌1866年にはエジプト旅行に向かうが、普墺戦争が起きると急ぎ帰国し予備役士官として従軍。同戦争の末期に起きたトバチョフの小規模戦闘では、陸軍中将アレクサンダー・ベネデクの命を救った。
ボヘミアの所領を売却した後は金利生活者として悠々自適の生活を送り、実家ハースベルク城館で熊狩り猟犬やオオカミを使った狩りに明け暮れたり、アフリカでの最初期の狩猟ツアーに参加したりした。また、姪のメクレンブルク公夫人マリーと同様、アマチュア考古学者としても知られ、クライン地方のハルシュタット時代の墓地の発掘を精力的に行った。
1880年から1891年までは、クライン州選出のオーストリア衆議院議員を務め、中央派右派の会派に所属した。1901年枢密顧問官の地位を得た。

## 子女
1870年5月17日ミュンヘンにて、エッティンゲン＝エッティンゲン及びエッティンゲン＝シュピールベルク侯オットーの娘カミーラ（1845年 - 1888年）と結婚、間に2男1女をもうけた。
- カール・オットー・フーゴー・ヴェーリアント（1871年 - 1915年） - 1905年伯爵令嬢アレクサンドラ・フェシュテティチ・デ・トルナと結婚
- オットー・ヴェーリアント・フーゴー・エルンスト（1873年 - 1952年） - 1902年オーストリア大公女エリーザベト・マリーと結婚（1948年離婚）
- マリア・エレオノーレ・ガブリエーラ・ゲオルギーナ・アマーリエ（1878年-  1977年） - 1901年アルフォンス・フォン・パール伯爵と結婚

## 引用・脚注
1. 1 2 3 4 5  Paul Theroff. “WINDISCH-GRÄTZ”.   Paul Theroff's Royal Genealogy Site. 2009年4月25日時点のオリジナルよりアーカイブ。2008年11月12日閲覧。